# Puzzle (2018)
Puzzle is een Amerikaanse film uit 2018, geregisseerd door Marc Turtletaub en gebaseerd op de gelijknamige Argentijnse film uit 2010.

## Verhaal
Agnes is al decennia lang een toegewijde huisvrouw die in een buitenwijk in Connecticut een rustig beschut leven leidt. Op een dag krijgt ze een legpuzzel van 1000 stukken voor haar verjaardag en ontdekt Agnes eindelijk iets waar ze gepassioneerd over is en waar ze buitengewoon vaardig in is. Haar hobby evolueert geleidelijk naar een zoektocht naar zelfbewustzijn en leidt haar naar een puzzelteam met Robert, die haar introduceert in een onverwachte wereld van puzzelwedstrijden. Agnes ruilt snel haar huishoudelijke klusjes in voor geheime treinritten naar New York, waar Robert haar helpt om voor het eerst in haar leven met iets passioneel bezig te zijn.

## Rolverdeling
| Acteur          | Personage |
| --------------- | --------- |
| Kelly Macdonald | Agnes     |
| Irrfan Khan     | Robert    |
| David Denman    | Louie     |
| Bubba Weiler    | Ziggy     |
| Austin Abrams   | Gabe      |
| Liv Hewson      | Nicki     |

## Release
Puzzle ging op 23 januari 2018 in première op het Sundance Film Festival.